# 이즈카 고조
이즈카 고조(飯塚幸三, 1931년 6월 1일 ~ 2024년 10월 26일)는 일본의 연구자로, 계량학이 전문이다. 경제산업성 소속이며, 도쿄 대학 공학 박사다.
국제 도량형 위원회에서는 일본인 최초로 부위원장으로도 취임해 15년간 근무했으며, 세계 계량 기념일을 제창하였다. 국제계측연합 (IMEKO)에서는 회장을 맡았다.
2003년도에 계측자동제어학회 공적상을 수상하였다. 2015년 가을에는 서보중광장을 수훈했지만, 2019년 4월에 일으킨 이케부쿠로 폭주 사고로 2021년 9월에 금고 5년 실형 판결이 확정되었다. 이에 따라 서보중광장이 박탈되었다.
2024년 10월 26일 수감처 감옥에서 노쇠로 사망했다.